# Pfad der Vergeltung
Pfad der Vergeltung (Originaltitel: Savage Salvation) ist ein US-amerikanischer Action-Thriller von Randall Emmett, der Anfang Dezember 2022 in die US-Kinos kam.

## Handlung
Die Handlung spielt in einer Kleinstadt, die von der Opioid-Krise geprägt ist. Die Hauptfiguren, Shelby und Ruby, sind ein frisch verlobtes Paar, das versucht, von den Drogen loszukommen und ein neues Leben zu beginnen. Unterstützt werden sie dabei von Rubys Schwager Peter. Doch das Glück währt nur kurz: Nach einem Rückfall stirbt Ruby an einer Überdosis, was Shelby in tiefe Verzweiflung stürzt.
Von Rache getrieben, macht sich Shelby auf, die Drogendealer zur Rechenschaft zu ziehen, die für Rubys Tod verantwortlich sind. Dabei schreckt er vor Gewalt nicht zurück und arbeitet sich durch die kriminellen Strukturen der Stadt bis zum Kartellboss Coyote vor. Währenddessen versuchen Sheriff Church und Detective Zeppelin, Shelbys Rachefeldzug zu stoppen, bevor noch mehr Blut vergossen wird und die Stadt im Chaos versinkt.

## Produktion
Regie führte Randall Emmett. Es handelt sich bei Savage Salvation nach Midnight in the Switchgrass um die zweite Regiearbeit des überwiegend als Filmproduzent tätigen Emmett. Das Drehbuch schrieben Adam Taylor Barker und Chris Sivertson.
Robert De Niro spielt Sheriff Church. Er hatte bereits in dem von Emmett produzierten Film The Irishman eine Hauptrolle übernommen. Jack Huston spielt Shelby John und Willa Fitzgerald dessen Verlobte Ruby Red. John Malkovich ist in der Rolle von Rubys Schwager Peter zu sehen. Gedreht wurde in Puerto Rico.
Die Filmmusik komponierte Philip Klein. Das Soundtrack-Album mit zehn Musikstücken wurde Mitte Dezember 2022 von Filmtrax/Atlantic Screen Music als Download veröffentlicht.
Der erste Trailer wurde Ende Oktober 2022 veröffentlicht. Am 2. Dezember 2022 kam der Film in die US-Kinos.

## Altersfreigabe
In den USA erhielt der Film von der MPAA ein R-Rating, was einer Freigabe ab 17 Jahren entspricht. In Deutschland erhielt der Film von der FSK keine Jugendfreigabe.

## Rezeption
Der Film erhielt überwiegend negative bis gemischte Kritiken. Kritisiert wurden vor allem die vorhersehbare Handlung, das geringe Spannungsniveau sowie die wenig überzeugende Nutzung der prominenten Besetzung, darunter Robert De Niro und John Malkovich. Die Bewertungen auf Filmportalen wie IMDb lagen im unteren Mittelfeld. Zwar wurde der Versuch, gesellschaftliche Themen wie die Opioid-Krise aufzugreifen, vereinzelt positiv hervorgehoben, insgesamt wurde der Film jedoch als konventioneller und wenig innovativer Rachethriller wahrgenommen, der sich kaum von ähnlichen Genrebeiträgen abhebt. Einzelne Darstellerleistungen und die musikalische Untermalung fanden teilweise Anerkennung.